# Дрейдл

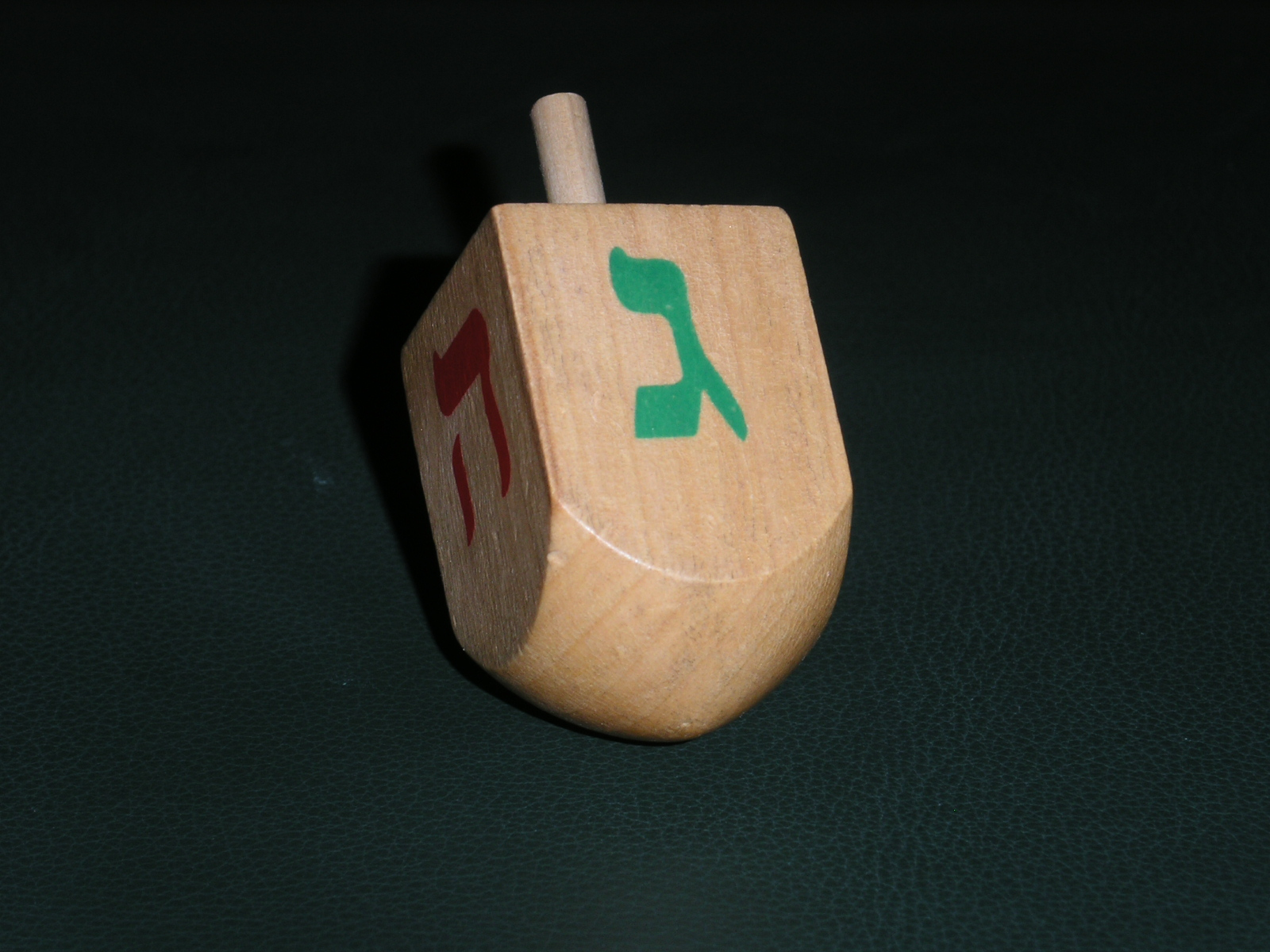
Дерев'яний дрейдл

Дрейдл (їд. דרײדל dreydl множ: dreydlekh, івр. סביבון svivon) — це чотиристороння дзиґа, якою грають під час єврейського свята Ханука. Дрейдл є єврейським варіантом дзиґи — гри, яку можна знайти в багатьох європейських культурах.
Кожна сторона дрейдла має на собі букву єврейського алфавіту: נ‬ (нун), ג‬ (ґімель), ה‬ (ге), ש‬ (шин). Ці літери слугують підказкою правил азартної гри, в яку грають з дрейдлом: 'нун' виступає за слово nisht («Нічого»), 'ге' означає halb («половина»), 'ґімель' означає gants («усе»), а 'шин' означає shtel ayn («вкласти»). Однак, за народною етимологією, ці літери символізують фразу נֵס גָּדוֹל הָיָה שָׁם (nes gadól hayá sham, «диво велике сталося там»), що натякає на ханукальне диво з глеком з олією. З цієї причини в Ізраїлі четверта сторона більшості дрейдлів має на собі літеру פ‬ (пе), що відповідає скороченню נֵס גָּדוֹל הָיָה פֹּה (nes gadól hayá po, «диво велике сталося тут»). Багато ультраортодоксальних громад наполягають, що літера шин має використовуватися й у Святій землі, бо слово «там» стосується Храму, а не Святої землі в цілому.
Хоча цього не вимагається (міцва) на Хануку (єдині міцвот — це запалювання свічок і виголошення повного Галелю), крутіння дрейдла — традиційна гра під час свята.
Астронавт Джеффрі Алан Гоффман, перший астронавт НАСА єврейського походження, крутив дрейдл, зроблений знаменитим ізраїльським срібляром Ґідеоном Гаєм, протягом понад години у відкритому космосі.

## Походження
Згідно з думкою деяких науковців, дрейдл виник і ззавезеної в Німеччину ірландської чи англійської дзиґи, відомої як тітотум (англ. teetotum), яка була популярна в різдвяний час і сягає корінням часів античності. На тітотумі були вирізані літери на позначення латинських аналогів слів «нічого», «усе», «половина», «вклади». Німецькою мовою ця дзиґа називалася «трендель» (нім. Trendel), із зображеними на ній німецькими літерами для аналогічних понять. Коли цю дзиґу засвоювали євреї, німецькі літери були замінені відповідними єврейськими: нун для נישט (nisht, «нічого»), гімель для גאַנץ (gants, «усе»), ге для האַלב (halb, «половина»), шин для שטעלן אַרײַן (shtel arayn, «вклади»). Літери слугували засобом нагадування правил гри.
Теорія стверджує, що, коли ця гра потрапила в єврейські громади, що не були знайомі з їдишем, значення літер не були зрозумілі. Унаслідок цього з'явилися різні традиції, що намагалися пояснити їхні здогадні значення. У юдаїзмі зазвичай існує багато пояснень для одного слова. Поширене припущення полягає в тому, що літери на іграшці — скорочення виразу נֵס גָּדוֹל הָיָה שָׁם (nes gadól hayá sham, «велике диво сталося там»). Ця ідея пристала до дрейдлів, коли гра стала частиною святкування Хануки.
Відповідно до єврейської традиції, вперше задокументованої в 1890 р., гру винайшли євреї, що нелегально вивчали Тору, переховуючись у відлюдних місцях, іноді навіть печерах, від влади Селевкідської імперії, якою тоді керував Антіох IV Епіфан. Щойно помічалося наближення солдатів Селевкідів, сувої Тори ховалися й діставалися дрейдли.
Гра датується раннім періодом середньовіччя, оскільки вважається версією германської дзиґи, правилами якої були: N = Nichts = нічого; G = Ganz = усе; H = Halb = половина; and S = Stell ein = вкинути.
До Голокосту на позначення гри використовувалися також слова goyrl («доля») і varfl («невеличкий предмет для кидання»).

## Етимологія

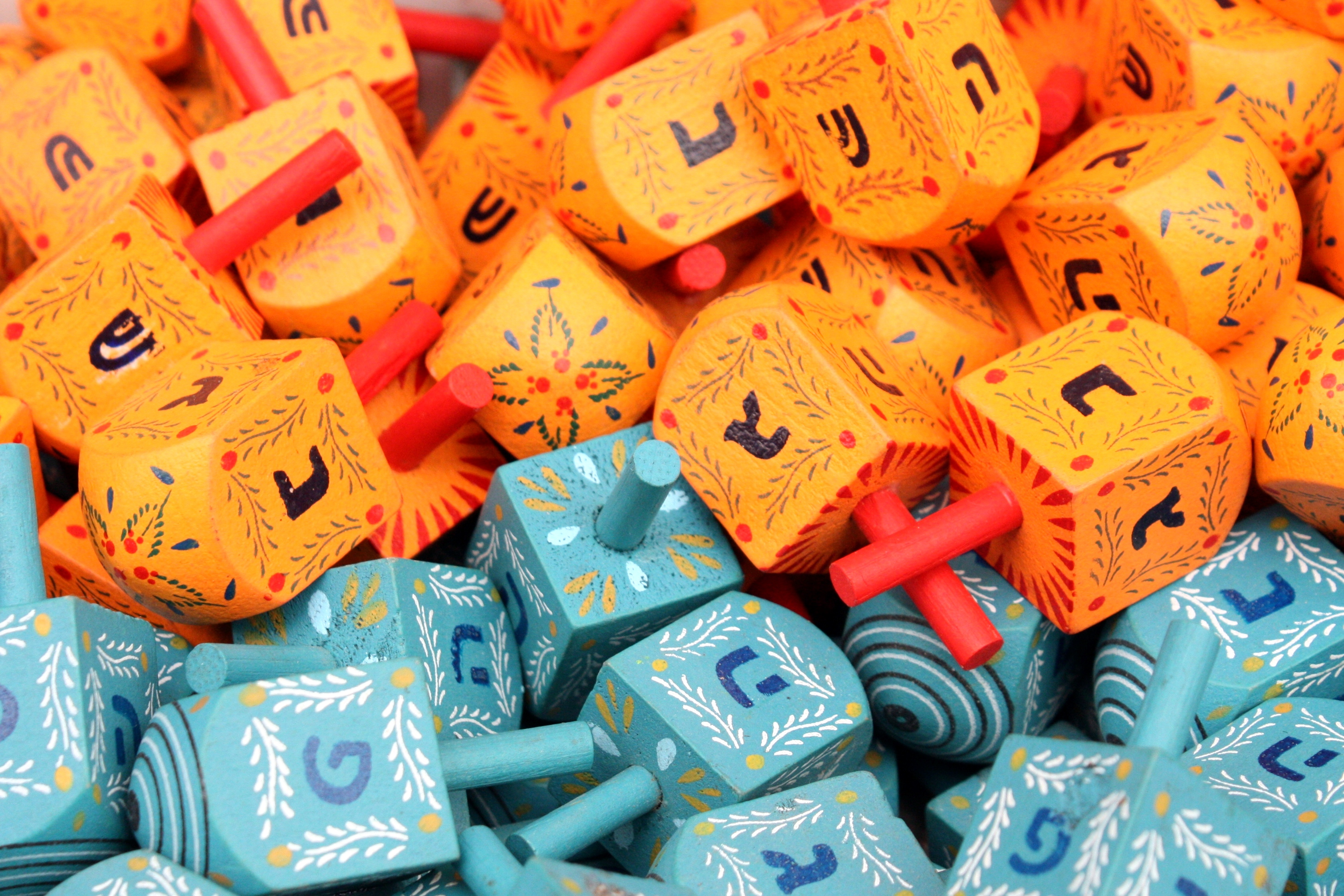
Дрейдли на продаж на ринку Mahane Yehuda у Єрусалимі

Їдиське слово dreydl походить від слова dreyen («обертатися», порівняйте з нім. drehen, що означає те ж саме). Івритське слово סביבון (svivon) утворене від семітського кореня S-B-B («обертатися»). Його винайшов Ітамар Бен-Аві (син Еліезера Бен-Єгуди), коли йому було п'ять років. Хаїм-Нахман Бялик використовував інше слово, kirkar (від семітського кореня K-R-K-R, «крутитися»), у своїх віршах, але це слово не змогло ввійти в розмовний іврит.
У лексиці ашкеназьких євреїв Удмуртії й Татарстану місцевий історик А. В. Алтинцев виділяє ще декілька термінів на позначення дрейдла: volchok, khanuke-volchok, fargl, varfl, dzihe і zabavke.

## Символізм
Деякі рабини приписують символічне значення літерам на дрейдлах. Один з коментарів, наприклад, зіставляє чотири літери з чотирма націями, яким плем'я Юди було історично підвладне — Вавилон, Персія, Держава Селевкідів і Рим. Інші рабини стверджували, що чотири літери відповідають Вавилону, Персії, Греції і Римській імперії, чотирьом імперіям античного світу, що намагалися зруйнувати Ізраїль.

## Правила гри
Кожен гравець починає з рівною кількістю ставок (зазвичай 10–15). Ставкою гри може бути будь-який об'єкт, наприклад, хануке-гелт (святкові шоколадні монети), монети, родзинки тощо.
- На початку кожного раунду кожен учасник робить ставку в розмірі одного предмета в центр «горщика». Крім того, кожен раз, коли горщик порожній, і іноді, якщо в ньому залишилась лише одна ставка, кожен гравець має додати одну ставку в «горщик».
- Кожен гравець крутить дрейдл один раз протягом своєї черги. Залежно від того, якою стороною нагору зупинився дрейдл, гравці додають чи беруть ігрові ставки з «горщика»:
  - Якщо נ (Нун) — гравець нічого не робить.
  - Якщо ג (Гімел) — гравець отримує все з «горщика».
  - Якщо ה (Хей) — гравець отримує половину всього, що є в «горщику». (Якщо в «горщику» непарне число ставок, гравець бере собі половину горщика. Округлення робиться вгору, наприклад, якщо в горщику 9 ставок, гравець бере 5).
  - Якщо ש (Шин) або פ (Пей) — гравець додає ставку в «горщик» (іноді супроводжується співом: «Шин Шин, поклади один».[14]) У деяких версіях гри гравець має додати в «горщик» три ставки, по одному на кожне стебло літери шин (ש).
- Якщо гравець програє всі свої ставки, він або вилітає з гри, або може попросити іншого гравця дати «в кредит».[15]

Ці правила можна порівняти з правилами класичної 4-сторонньої дзиґи, де літери A, D, N і Т слугують мнемонічним нагадуванням правил гри: aufer (візьми), depone (відклади), nihil (нічого) і totum (усе). Так само і єврейські літери на дрейдлі можуть сприйматися як мнемонічне нагадування правил гри мовою їдиш. Іноді в Сполучених Штатах Америки єврейські літери на дрейдлі розцінюються як англійськомовні мнемонічні символи: hei або «H» як «half» (половина); gimel або «G» як «get all» (забери все); nun або «N» як «nothing» (нічого); and shin або «S» як «share» (поділися).

## Аналіз
Томас Робінсон і Суджіт Віджай показали, що очікуване число спінів у грі дрейдл росте можна виразити як O(n2), де n — кількість ставок, з якою кожен гравець починає гру. Гадана константа залежить від числа гравців.
Роберт Файнерман показав, що гра в дрейдл «нечесна» в тому, що перший гравець, який крутить дзиґу, має кращий очікуваний результат, ніж другий, а другий — кращий, ніж третій тощо.

## Колекції
Насолода грою з дрейдлом у дитинстві може призвести до зацікавленості в колекціонуванні їх у зрілому віці. Колекції дрейдлів зберігаються в таких єврейських закладах, як Єврейський інститут Спертуса, Музей університету «Єшива» і Нью-Йоркська конгрегація «Еману-Ель», а також у музеях, таких як музей Дзиґи і Йо-Йо в Берлінгтоні, штат Вісконсин.
Давні дрейдли набувають усе більшої цінності й стають предметом дедалі більшої зацікавленості: дрейдли різних стилів можна знайти в різних частинах світу. Існують дрейдли, вироблені з дерева, срібла, міді й свинцю. Один особливо рідкісний дрейдл відлив за формою оригіналу, зробленого зі слонової кістки, у Єрусалимі в 1929 р. Моше Муро з Академії мистецтв і дизайну «Бецалель». Рідкісні колекційні дрейдли з Кочі зроблені з заліза. Вони чорного кольору, декоровані срібними позначками, зробленими за складною технологією Бідрі.
Світовий рекорд Гіннеса за найкоштовніший дрейдл (ціною 70.000 доларів) у листопаді 2019 року поставила ювелірня Estate Diamond. Дизайн дрейдла ювелірні Estate Diamond був навіяний Крайслер Білдінг у Нью-Йорку. До того світовий рекорд за найкоштовніший дрейдл (вартістю 14.000 доларів) тримала хабадська громада South Palm Beach.

## Турніри
Дрейдл тепер є жартівним змагальним видом спорту в Північній Америці. Вища ліга Дрейдла (MLD), заснована в Нью-Йорку у 2007 році, проводить турніри під час свята Хануки. У турнірах MLD гравець з найдовшим часом обертання (TOS) стає переможцем. MLD грають на «Spinagogue», офіційному стадіоні Вищої ліги Дрейдла. Памела «Памскі» Ґолдман стала чемпіоном MLD у 2007 році. У 2008 році чемпіоном MLD став чоловік, відомий як Virtual Dreidel. У 2009 році Вища ліга Дрейдла (MLD) випустила настільну версію «Spinagogue».
У 2009 році видання Good Morning America опублікувало статтю про відродження епохи Дрейдла, що свідчить про зростаючу популярність дрейдла. Ігри з дрейдлом, які вийшли на ринок у 2007 році, включають у себе «Безлімітний Техаський Дрейдл», поєднання традиційного дрейдла і покеру «Техаський холдем», винайдене юдаїстською компанією з назвою «ModernTribe». Серед ігор на основі традиційної гри в дрейдл з'явилися також Staccabees і Maccabees.

## Переглянути також
- Ханука
- Хануке-гелт